# Quartier Saint-Germain-l'Auxerrois
Le quartier Saint-Germain-l’Auxerrois également appelé quartier du Louvre, est le 1er quartier administratif de Paris. Il est situé dans la portion sud du 1er arrondissement et est établi, pour une partie, sur la rive droite de la Seine, et pour l'autre, sur l'ouest de l'île de la Cité (celle-ci est séparée de la rive droite par le grand bras de la Seine).

## Situation
Le quartier Saint-Germain-l'Auxerrois, 1er quartier administratif de Paris, est l'un des plus centraux de la capitale. Son territoire est délimité (en suivant le sens des aiguilles d'une montre), par une ligne imaginaire passant :
- au nord, par l'axe de la rue de Rivoli (la section ouest de celui-ci, qui va de la place de la Concorde au boulevard Sébastopol) ;
- à l'est par l'axe du boulevard Sébastopol (la section de celui-ci située au sud de l'intersection avec la rue de Rivoli), celui du pont au Change, celui du boulevard du Palais (sur toute la longueur de celui-ci), puis celui du nord du pont Saint-Michel ;
- au sud, par l'axe du cours de la Seine (à partir du pont Saint-Michel et en revenant vers l'ouest, par celui du petit bras, puis en aval de l'île de la Cité, par celui du fleuve redevenu non divisé en bras) ;
- à l'ouest, par l'axe des grilles séparant le jardin des Tuileries de la place de la Concorde (de la Seine jusqu'à l'intersection de cette ligne avec l'axe de la rue de Rivoli).

Ce périmètre entoure une superficie de 86,9 hectares. La majeure partie du quartier est occupée par le palais du Louvre et les jardins des Tuileries (tous deux sur la rive droite), ainsi que le palais de justice (sur l'île de la Cité), ce qui explique que seules la pointe ouest de l’île de la Cité autour de la place Dauphine, et la zone comprise au sein du quadrilatère formé par la rue de Rivoli (au nord), le boulevard de Sébastopol (à l'est), le quai de la Mégisserie et le quai du Louvre (au sud) et enfin la rue de l'Amiral-de-Coligny (à l'ouest) soient habitées.

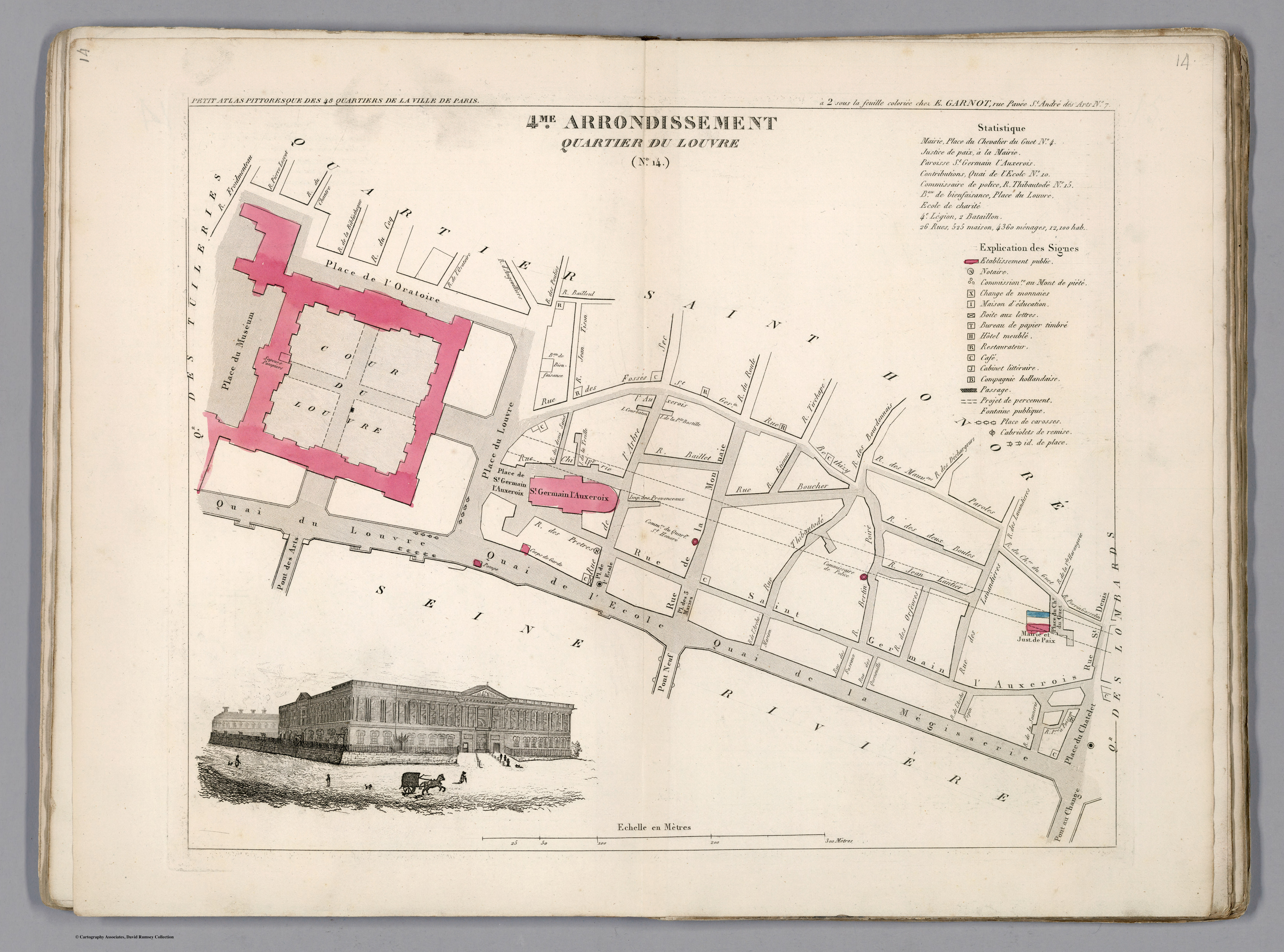
Plan du quartier du Louvre dans l'ancien 4e arrondissement en 1834.
Les quartiers administratifs du 1er arrondissement.

## Historique
Le monceau sur lequel s'est établie l'église Saint-Germain-l'Auxerrois est, avec le monceau Saint-Gervais, le monceau Saint-Merri et le monceau Saint-Jacques, l'une des buttes les plus proches de la Seine et de l'Île de la Cité, entourées par des terrains marécageux (d'où l'appellation de Marais) inondés par le fleuve lors des crues, où se firent les premières implantations sur la rive droite de Paris.
Le quartier s'est appelé « quartier Saint-Germain-l'Auxerrois » de 1190 à 1702, année ou il prend le nom de « quartier du Louvre » avant de reprendre celui de « quartier Saint-Germain-l'Auxerrois » à partir de 1860. Durant la période révolutionnaire, il prend le nom de section du Muséum.

### Le quartier du Louvre en 1702
Par une déclaration du roi en date du 12 décembre 1702 et par un arrêt du Conseil d'État du 14 février de la même année, Paris a désormais vingt quartiers qui sont bornés et limités dont le quartier du Louvre qui est le 4e quartier.

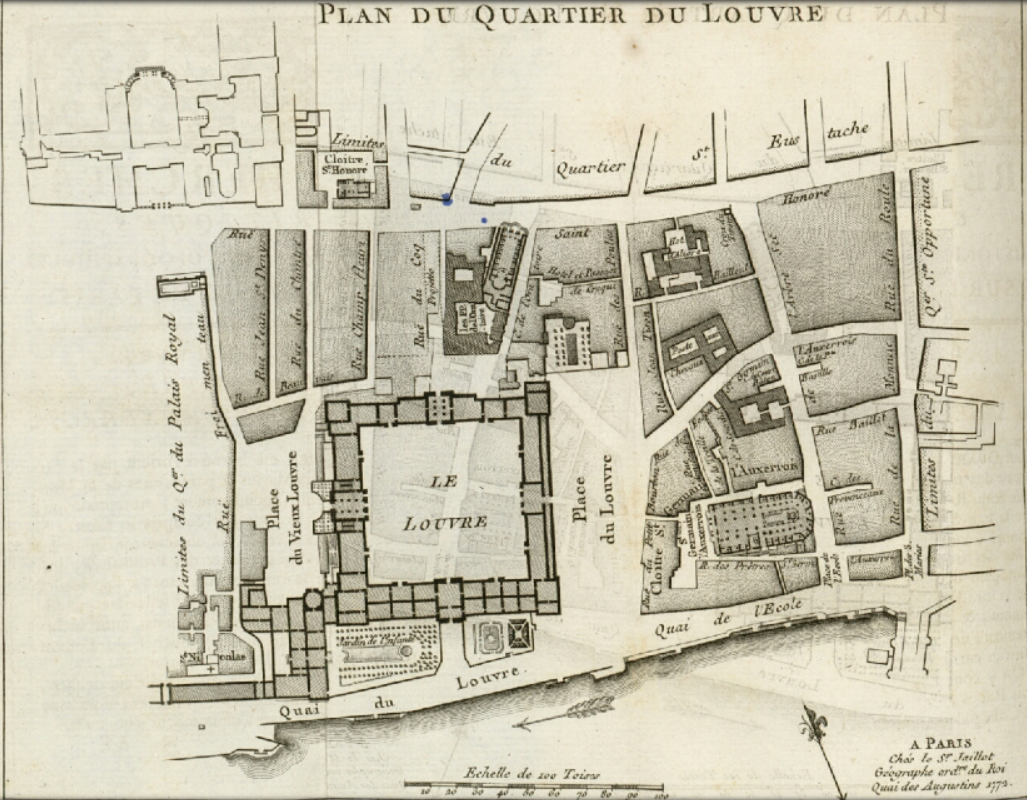
Plan du quartier du Louvre en 1778

#### Limites du quartier
Entouré par les quartiers Sainte-Opportune, de Saint-Eustache, du Palais-Royal, de la Cité et de Saint-Germain-des-Prés, le quartier du Louvre est délimité à l'est par le carrefour des Trois-Maries et par les rues de la Monnaie, du Roule, au nord par la rue Saint-Honoré à l'ouest par la rue Fromenteau jusqu'à la Seine et au sud par les quais du Louvre et de l'École.

#### Contenu
Jean de la Caille indique que le quartier de Saint-Jacques-de-la-Boucherie compte en 1701 :
- 2 abreuvoirs, ou descente à la rivière, pour les chevaux
  - 1 au quai de Bourbon, en dessous de l'Arche de Bourbon
  - 1 au port Saint-Nicolas par dessous le guichet du Louvre
- 1 barrière des huissiers et sergents à verge
  - Rue Saint-Honoré près de la rue des Petits-Champs
- 3 bureaux
  - Le bureau de l'imprimerie de La Gazette, où elle se distribue, rue Fromenteau
  - Le bureau de Messieurs les Orfèvres, rue des Deux-Portes
  - Les bureaux du port Saint-Nicolas, établi pour recevoir les droits de toutes les déclarations des marchandises qui montent par la Seine et toutes recettes des droits de domaines, barrages, poids le Roi, soude, cendre et gravelle qui sont sur les bateaux et qui sont situés contre le premier guichet du Louvre sur le bord de la Seine.
- 3 carrefours
  - Carrefour de la Croix-du-Tiroir, où aboutissent les rues Saint-Honoré, de l'Arbre-Sec et des Prouvaires
  - Carrefour de l'École, où aboutissent les rues des Prêtres-Saint-Germain-l'Auxerrois, de l'Arbre-Sec et le quai de l'École
  - Carrefour des Trois-Maries, où aboutissent les rues des Prêtres-Saint-Germain-l'Auxerrois et Saint-Germain-l'Auxerrois et les quais de l'École et de la Mégisserie
- 2 chapelles
  - Chapelle des Orfèvres, rue des Deux-Portes
  - Chapelle de Saint-Louis, dans le Louvre
- 3 chapitres et églises collégiales
  - de Saint-Germain-l'Auxerrois
  - de Saint-Honoré
  - de Saint-Nicolas-du-Louvre
- 1 château
  - le château du Louvre, dans lequel sont comprises les académies française, des sciences, des inscriptions, d'architecture, de peinture, de sculpture, et de Danse.
- 3 cloîtres
  - de Saint-Germain-l'Auxerrois
  - de Saint-Honoré
  - de Saint-Nicolas-du-Louvre
- 2 communautés ou congrégations
  - Congrégation de l'Oratoire, rue Saint-Honoré
  - Communauté des Sœurs de la Charité, servantes aux pauvres de la paroisse de Saint-Germain-l'Auxerrois située rue des Fossés-Saint-Germain-l'Auxerrois
- 1 croix
  - La croix-du-Trahoir, située place de la Croix-du-Trahoir
- 2 cures où paroisses amovibles
  - de Saint-Honoré
  - de Saint-Nicolas-du-Louvre
- 2 égouts[7]
  - Égout de l'Arche-Bourbon
  - Égout du Guichet-du-Louvre
- 2 fontaines
  - Fontaine de la Croix-du-Trahoir, rue Saint-Honoré à l'angle de la rue de l'Arbre-Sec
  - Fontaine du Ponceau ou fontaine en la Cour-du-Louvre
- 2 hôtels de la Monnaie du Roi
  - un situé rue de la Monnaie
  - l'autre construit dans l'avant-cour du château du Louvre, vis-à-vis du passage de Saint-Germain-l'Auxerrois, rue du Petit-Bourbon qui ne sert que dans les occasions extraordinaires.
- 4 hôtels particuliers
  - l'hôtel du Petit-Bourbon, ou se trouve le garde meuble du Roi, rue du Petit-Bourbon
  - l'hôtel de Créqui également appelé hôtel de Conti, qui traverse la rue des Poulies, en la rue et cul-de-sac des Pères-de-l'Oratoire
  - l'hôtel de l'abbé Bignon, demeure ordinaire des trésoriers de l'église Saint-Germain-l'Auxerrois, situé dans le cloître
  - l'hôtel de Sourdis, rue des Fossés-Saint-Germain-l'Auxerrois
- 2 juridictions
  - le Grand Conseil, rue Saint-Honoré
  - la juridiction de la Garanne, au château du Louvre
- 192 lanternes distribuées dans 33 rues et cul-de-sacs, non compris deux lanternes qui sont mises au passage de l'hôtel de la Monnaie, et quatre qui sont dans le cloître de Saint-Germain-l'Auxerrois, qui sont entretenues, aussi bien que le nettoiement des boues, par les chanoines de Saint-Germain-l'Auxerrois et par la cour des Monnaies.
- 752 maisons, non compris les églises, communautés, échoppes
- 1 paroisse
- la paroisse de Saint-Germain-l'Auxerrois
- 2 places
  - place des Trois-Maries, vis-à-vis le Pont Neuf
  - place de l'École, vis-à-vis le quai de l'École
- 4 ports
  - le port de l'École ou se vend du bois neuf à bruler
  - le port au Foin, quai de l'École
  - le port Saint-Nicolas, situé vis-à-vis le guichet du Louvre ou l'on décharge toutes les marchandises, et autres, qui arrivent en amont de Paris.
- 3 quais
  - Quai de Bourbon
  - Quai de l'École
  - Quai du Louvre
- 27 rues
- 6 cul-de-sacs
- Tombereaux, pour le nettoiement et l'enlèvement des boues et immondices des rues de ce quartier, savoir 4 tombereaux pendant les mois de décembre, janvier et février, 3 tombereaux pendant les mois de mars, avril, mai, juin, juillet, août, septembre, octobre et novembre.
- la voirie, pour la décharge des immondices et boues de ce quartier n'est pas indiquée dans l'ouvrage

#### Voies du quartier du Louvre en 1702
| Nom                                                           | Nombre de maisons | Nombre de lanternes |
| ------------------------------------------------------------- | ----------------- | ------------------- |
| Rue de l'Arbre-Sec                                            | 84                | 18                  |
| Cul-de-sac de l'Arbre-Sec également appelé cul-de-sac d'Anjou | 5                 | 2                   |
| Cul-de-sac de la Petite-Bastille                              | 1                 | 1                   |
| Cul-de-sac Courbaton également appelé cul-de-sac de Sourdis   | 1                 | 1                   |
| Rue Baillet                                                   | 10                | 3                   |
| Rue Bailleul                                                  | 10                | 4                   |
| Rue de Beauvais                                               | 8                 | 4                   |
| Cloître Saint-Germain-l'Auxerrois                             | 10                | 4                   |
| Cloître Saint-Nicolas-du-Louvre                               | 4                 | 3                   |
| Cloître Saint-Honoré                                          | 6                 | 4                   |
| Place de l'École                                              | 7                 | 2                   |
| Place des Trois-Maries                                        | 7                 | 2                   |
| Rue Champfleury                                               | 26                | 5                   |
| Rue du Chantre                                                | 25                | 6                   |
| Cul-de-sac des Pères-de-l'Oratoire                            | 4                 | 5                   |
| Cul-de-sac du Louvre                                          |                   |                     |
| Cul-de sac du Coq                                             | 18                | 4                   |
| Rue du Demi-Saint                                             |                   |                     |
| Rue Jean-Saint-Denis                                          | 27                | 5                   |
| Rue Jean-Tison                                                | 11                | 4                   |
| Rue des Fossés-Saint-Germain-l'Auxerrois                      | 77                | 11                  |
| Rue Fromenteau                                                | 47                | 12                  |
| Rue Saint-Honoré                                              | 200               | 30                  |
| Rue de la Monnaie                                             | 40                | 9                   |
| Rue du Passage également appelé passage de la Monnaie         | 8                 | 2                   |
| Cul-de-sac de la Monnaie                                      |                   |                     |
| Passage du Louvre                                             |                   |                     |
| Rue du Petit-Bourbon                                          | 4                 | 4                   |
| Place du Louvre                                               |                   | 4                   |
| Rue des Poulies                                               | 26                | 9                   |
| Rue des Prêtres-Saint-Germain-l'Auxerrois                     | 20                | 9                   |
| Quai de l'École                                               | 25                | 9                   |
| Quai de Bourbon                                               |                   | 8                   |
| Quai du Louvre                                                |                   | 9                   |
| Rue du Roule                                                  | 28                | 8                   |

## Démographie
Population historique du quartier :
| Année (recensement national) | Population | Densité (hab. par km2) | Croissance depuis le dernier recensement |
| ---------------------------- | ---------- | ---------------------- | ---------------------------------------- |
| 1860                         | 11 073     |                        |                                          |
| 1954                         | 3 985      | 4 575                  |                                          |
| 1962                         | 3 908      | 4 487                  |                                          |
| 1968                         | 3 101      | 3 560                  |                                          |
| 1975                         | 2 405      | 2 761                  |                                          |
| 1982                         | 2 100      | 2 411                  |                                          |
| 1990                         | 1 951      | 2 240                  | -7,1 %                                   |
| 1999                         | 1 672      | 1 920                  | -14,3 %                                  |

## Principaux sites

### Espaces verts
- Le jardin des Tuileries.
- Le square du Vert-Galant.

### Lieu de culte
- L’église Saint-Germain-l'Auxerrois.

### Musées et lieux d'expositions
- Le Jeu de Paume (centre d'art).
- Le musée de l'Orangerie.
- Le musée du Louvre.
- Le musée des Arts Décoratifs

### Théâtre
- Le théâtre du Châtelet.

### Autres lieux remarquables
- Les vestiges de l'ancien palais de la Cité qui sont : la Conciergerie et la Sainte-Chapelle.
- Le palais de justice de Paris, établi sur le site de l'ancien palais de la Cité.
- La mairie du 1er arrondissement.
- L'ancien grand magasin La Samaritaine.
- Le quai de la Mégisserie, connu pour ses animaleries, ses jardineries et ses pépiniéristes.
- Le Pont-Neuf (en majeure partie sur le territoire du quartier, mais son extrémité sud est dans le quartier de la Monnaie du 6e arrondissement).